# Campanula californica
Campanula californica là loài thực vật có hoa trong họ Hoa chuông. Loài này được (Kellogg) A.Heller mô tả khoa học đầu tiên năm 1902.